# فرار (ترانه کلی کلارکسون)
«فرار» (به انگلیسی: Breakaway) تک‌آهنگی از کلی کلارکسون است که در ۱۹ ژوئیه ۲۰۰۴ منتشر شد.
این تک‌آهنگ در چارت‌های، اتریش، جزو ده ترانه اول قرار گرفت.